# City of Ghosts
City of Ghosts é um filme-documentário estadunidense de 2017 dirigido e escrito por Matthew Heineman. Lançado no Festival Sundance de Cinema em 21 de janeiro, segue as ações da organização independente síria Raqqa Is Being Slaughtered Silently e a posição ativista em meio às atitudes do Estado Islâmico.